# موسی کاظم الحسینی
موسی کاظم حسینی (عربی: موسى كاظم الحسيني؛ زاده: ۱۸۵۳ - درگذشته: ۲۷ مارس ۱۹۳۴) یکی از شخصیت‌های برجسته فلسطینی در نیمه اول قرن بیستم است.

## زندگی‌نامه
تحصیلاتش را در استانبول ترکیه گذراند و بعد از اینکه به عنوان فرماندار «صفد و عجلون» در نظر گرفته شد به دولت عثمانی پیوست.
سپس به عنوان سرپرست در آناتولی، «شرق اردن، نجد و آشیر» انتخاب شد.
در سال ۱۹۱۸ شهردار اورشلیم شد.

## فعالیت‌ها
تظاهرات سال ۱۹۲۰ در محکومیت اقدام انگلیس در مورد جدا کردن فلسطین از سوریه و مبارزه با مهاجرت یهودیان را رهبری کرد، و به همین دلیل توسط فرماندار بریتانیا از کار برکنار شد و راغب نشاشیبی به‌جای او در این منصب گمارده شد.
سومین کنفرانس عربی فلسطینی در سال ۱۹۲۰ او را به عنوان رئیس کمیته اجرایی عرب انتخاب نمود، که تا زمان وفات یعنی در ۲۷ مارس سال ۱۹۳۴ که به دلیل وارد آمدن یک ضربه که در جریان یک تظاهرات در «یافا» در ۲۷ اکتبر ۱۹۳۳ توسط سربازان اشغالگر انگلیس وارد شده بود، درگذشت.

## خانواده
پدرش سلیم حسینی و برادرش حسین حسینی بودند که هرکدام در مقاطعی شهردار اورشلیم بودند. فرزند وی نیز عبدالقادر حسینی بود.